# 小泉博嗣
小泉 博嗣（こいずみ ひろつぐ、1953年12月16日 - ）は、日本の裁判官。裁判所職員総合研修所所長、前橋地方裁判所所長、さいたま地方裁判所所長、司法研修所長、大阪高等裁判所長官等を歴任。

## 人物
- 京都府京都市出身。
- 趣味は、テニス、旅行等[1]。
- 2017年1月18日、最高裁判所がいずみ寮で下半身を露出した司法修習生を罷免した際、所長として「大変遺憾であり、同様の事例が発生しないよう規律の確保に努める」とコメントした[2]。

## 経歴
- 京都大学法学部卒業
- 1977年 - 司法修習生（31期）
- 1979年4月9日 - 大阪地裁判事補
- 1982年4月3日 - 山形地家裁判事補
- 1985年3月25日 - 書記官研修所教官
- 1988年4月1日 - 東京地裁判事補
- 1989年4月1日 - 福岡地家裁判事補
- 1989年4月9日 - 福岡地家裁判事
- 1992年4月1日 - 東京地裁判事
- 1993年4月1日 - 司法研修所教官
- 1996年4月2日 - 書記官研修所教官・書記官研修所事務局長
- 1999年4月2日 - 東京地裁部総括判事
- 2002年2月25日 - 司法研修所教官
- 2005年1月1日 - 最高裁情報政策課長
- 2006年9月9日 - 最高裁民事局長・行政局長
- 2009年8月3日 - 東京高裁判事
- 2010年3月8日 - 裁判所職員総合研修所所長
- 2012年11月18日 - 前橋地裁所長
- 2014年7月18日 - さいたま地裁所長
- 2015年6月29日 - 司法研修所長
- 2018年1月29日 - 大阪高等裁判所長官
- 2018年12月16日 - 定年退官
- 2019年4月 - 総務省情報公開・個人情報保護審査会委員
- 2022年6月 - 中田・島尾法律事務所弁護士